# Mississippi John Hurt
„Mississippi” John Hurt, właśc. John Smith Hurt (ur. 3 lipca 1893 w Teoc w hrabstwie Carroll w stanie Missisipi, zm. 2 listopada 1966 w Grenadzie w stanie Missisipi) – amerykański gitarzysta i pieśniarz bluesowy i folkowy.